# 遠江一宮駅
遠江一宮駅（とおとうみいちのみやえき）は、静岡県周智郡森町一宮にある、天竜浜名湖鉄道天竜浜名湖線の駅である。
現在唯一「遠江」を冠する駅である。国鉄からの転換時、駅名から旧国名「遠江」は外されたり（遠江桜木駅→桜木駅）、あるいは別表現に変えられたりしているが（遠江森駅→遠州森駅、遠江二俣駅→天竜二俣駅）、当駅はそのまま据置かれた。同一線に「遠江」と「遠州」の駅が並存している。

## 歴史
- 1940年（昭和15年）6月1日：鉄道省二俣線遠江森駅 - 金指駅間延伸時に開設[1]。一般駅[1]。
- 1961年（昭和36年）5月16日：遠州鉄道気動車が、西鹿島駅から当駅経由で遠江森駅まで乗入。
- 1962年（昭和37年）8月21日：貨物取扱廃止（旅客駅化）[1]。
- 1966年（昭和41年）10月1日：遠州鉄道気動車乗入廃止。
- 1970年（昭和45年）6月1日：荷物扱い廃止[2]。同時に無人駅化[3]。
- 1987年（昭和62年）3月15日：二俣線が第三セクター鉄道へ転換、天竜浜名湖鉄道の駅となる[1]。
- 2011年（平成23年）1月26日：駅舎（本屋）が国の登録有形文化財として登録[4]。
- 2022年（令和4年）6月8日：『AKB48✕天浜線』コラボ企画として、AKB48メンバーの谷口めぐが命名した「独り言だよ駅」を副駅名とする（～9月30日（予定））[5]。

## 駅画像

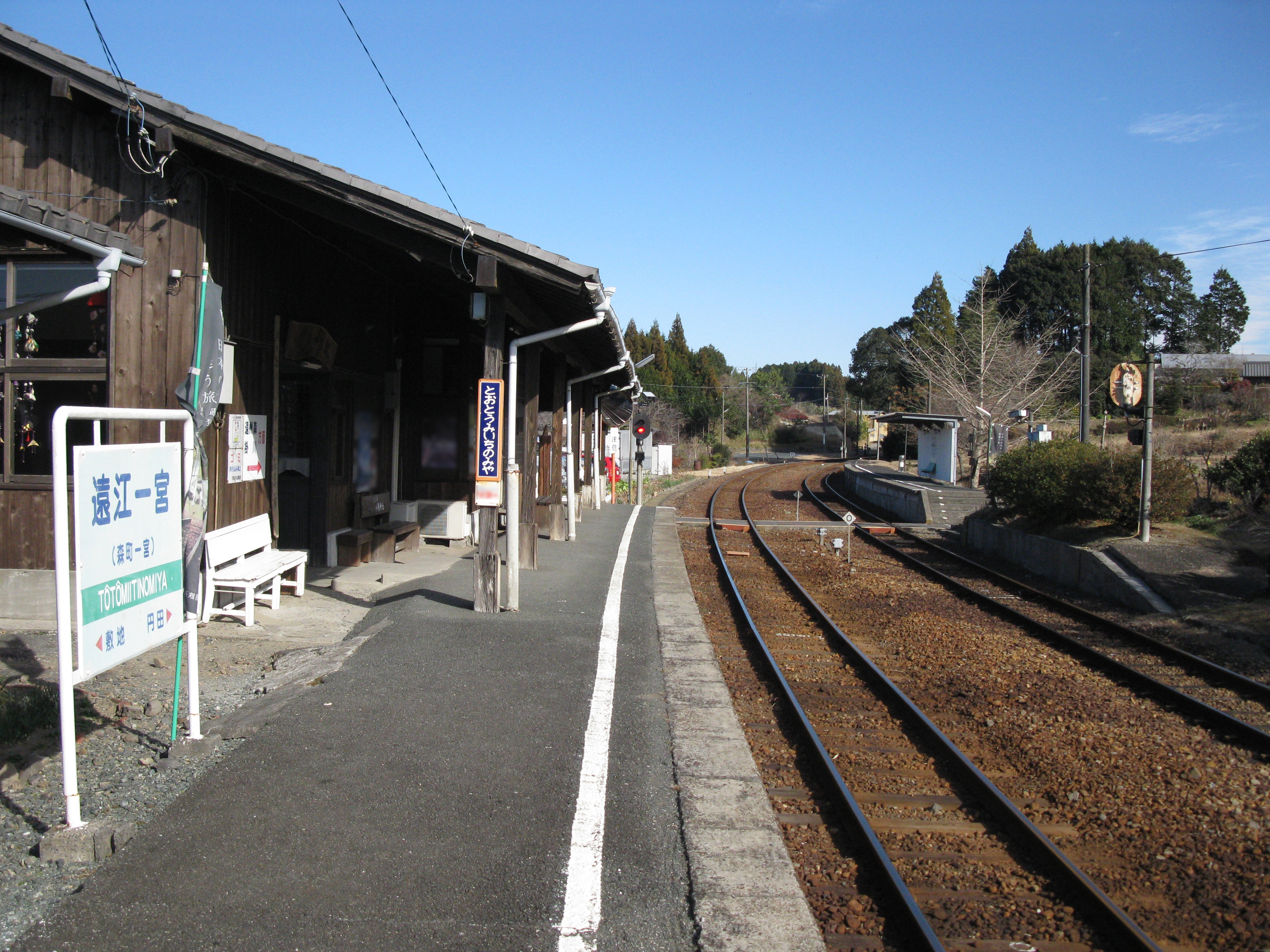
ホーム

相対式ホーム2面2線を有する地上駅。木造駅舎を備える。
無人駅。駅舎（本屋）は国の登録有形文化財として登録されている。
駅舎には手打ち蕎麦屋（百々や）が入居している。

### のりば
| のりば         | 路線          | 行先                               |
| -------------- | ------------- | ---------------------------------- |
| 上り（駅舎側） | ■天竜浜名湖線 | 遠州森・掛川方面                   |
| 下り           | ■天竜浜名湖線 | 天竜二俣・西鹿島・金指・新所原方面 |

## 利用状況
近年の1日平均乗車人員の推移は以下の通り。
| 乗車人員推移 | 乗車人員推移    |
| 年度         | 1日平均乗車人員 |
| ------------ | --------------- |
| 2008         | 53              |
| 2009         | 63              |
| 2010         | 58              |
| 2011         | 67              |
| 2012         | 74              |
| 2013         | 57              |
| 2014         | 47              |
| 2015         | 66              |
| 2016         | 54              |
| 2017         | 63              |
| 2018         | 69              |

## 駅周辺
駅南側は丘、北側に住宅と田んぼがある。
- 一ノ宮郵便局
- 小国神社
- 極楽寺

## 隣の駅
天竜浜名湖鉄道
■天竜浜名湖線
円田駅 - 遠江一宮駅 - 敷地駅